# Trasporti in Macedonia del Nord
Questa voce raccoglie le principali tipologie di trasporti in Macedonia del Nord.

## Trasporti su rotaia

### Rete ferroviaria
In totale: 925 km di linee ferroviarie pubbliche (di cui 225 a servizio di industrie), gestiti da Makedonski Železnici Infrastruktura (fino al 2007 erano gestiti dal monopolista di stato Makedonski Železnici).
- scartamento normale (1435 mm): 925 km, 315 dei quali elettrificati.
- collegamento a reti estere contigue
  - presente, senza cambio di scartamento: Grecia, Serbia e Kosovo
  - assente: Albania e Bulgaria.

#### Linee ferroviarie
- Ferrovia Salonicco-Bitola
- Ferrovia Salonicco-Skopje

### Reti metropolitane
La metropolitana non è presente in Macedonia del Nord.

### Reti tranviarie
Non sono presenti.

## Trasporti su strada

### Rete stradale
Strade pubbliche: in totale 15 170 km, 335 dei quali appartengono ad autostrade (dati del 2022)

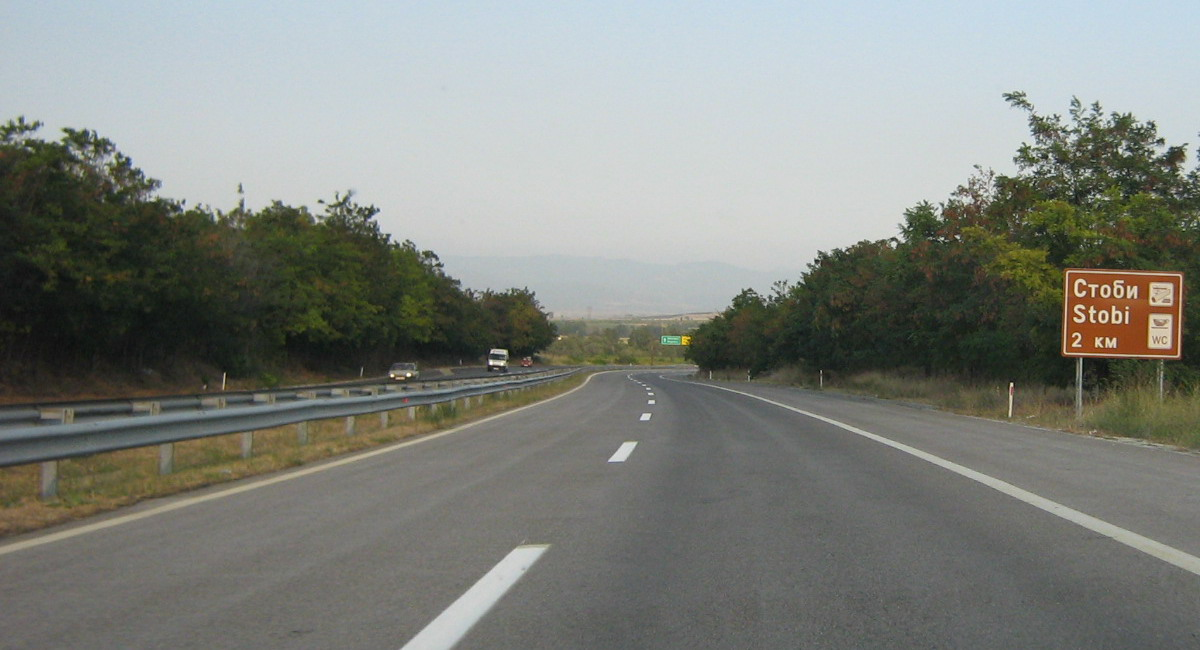
La A1 nei pressi di Stobi.

#### Autostrade
- Autostrada A1
- Autostrada A2 (semi-autostrada)
- Autostrada A3
- Autostrada A4
- Autostrada A5 (semi-autostrada)
- Autostrada A6 (semi-autostrada)

#### Strade europee
- Strada europea E65
- Strada europea E75
- Strada europea E852
- Strada europea E871

### Reti filoviarie
Non sono presenti.

### Autolinee
Nella capitale della Macedonia del Nord, Skopje, ed in tutte le zone abitate sono presenti aziende pubbliche e private che gestiscono trasporti urbani, suburbani, interurbani e turistici esercitati con autobus.

## Idrovie
Non esistono corsi d'acqua navigabili, ma sono presenti, ai confini con Albania e Grecia, acque lacustri percorribili da mezzi di trasporto.

## Porti e scali
inesistenti.

## Trasporti aerei

### Aeroporti
In totale: 17 (dati 2000)
a) con piste di rullaggio pavimentate: 11
- oltre 3047 m: 0
- da 2438 a 3047 m: 2
- da 1524 a 2437 m: 0
- da 914 a 1523 m: 2
- sotto 914 m: 8

b) con piste di rullaggio non lastricate: 6.
- oltre 3047 m: 0
- da 2438 a 3047 m: 0
- da 1524 a 2437 m: 0
- da 914 a 1523 m: 3
- sotto 914 m: 3

### Eliporti
In totale: 8 (dati del 2024)